# Lagunas de Rabasa
Lagunas de Rabasa är en sjö i Spanien.   Den ligger i provinsen Provincia de Alicante och regionen Valencia, i den sydöstra delen av landet, 400 km sydost om huvudstaden Madrid. Lagunas de Rabasa ligger 72 meter över havet.Runt Lagunas de Rabasa är det i huvudsak tätbebyggt.